# Flez-Cuzy
Flez-Cuzy é uma comuna francesa na região administrativa de Borgonha-Franco-Condado, no departamento Nièvre. Estende-se por uma área de 5,8 km². Em 2010 a comuna tinha 138 habitantes (densidade: 23,8 hab./km²).